# とも座π流星群
とも座π（パイ）流星群 は放射点がとも座にある流星群である。母天体はグリッグ・シェレルップ彗星である。
流星は母天体の彗星が近日点にある年の4月23日ころにだけ見られる。1972年の発見されほぼ5年ごとにみられた。2003年に最後に見られた。木星の重力による摂動により彗星の近日点が地球の軌道の外側に変わったため今後もみられるかは不明である。